# Fã site
Um Fã site, ou fanpage é um site ou blog sobre algum artista, banda, pessoa pública ou qualquer outra pessoa/coisa. Normalmente, usam o fã site para postar notícias e para atualizar para as outras pessoas que o visualizam.
Fanpage ou "Página de fãs", conforme a Aldabra, é uma página específica dentro do Facebook direcionada para empresas, marcas ou produtos, associações, sindicatos, autônomos, ou seja, qualquer organização com ou sem fins lucrativos que desejem interagir com os seus clientes no Facebook.